# Лудвиг (Хесен-Филипстал)
Вижте пояснителната страница за други личности с името Лудвиг.
Лудвиг фон Хесен-Филипстал (на немски: Ludwig von Hessen-Philippsthal; * 8 октомври 1766, Филипстал; † 16 февруари 1816, Неапол) от Дом Хесен, е ландграф на Хесен-Филипстал (1813 – 1816).

## Биография
Той е петият син на ландграф Вилхелм фон Хесен-Филипстал (1726 – 1810) и съпругата му принцеса Улрика Елеонора фон Хесен-Филипстал-Бархфелд (1732 – 1795), дъщеря на ландграф Вилхелм фон Хесен-Филипстал-Бархфелд (1692 – 1761) и принцеса Шарлота Вилхелмина фон Анхалт-Бернбург-Шаумбург-Хойм (1704 – 1766). Брат е на Карл (1757 – 1793) и Ернст Константин (1771 – 1849).
Лудвиг първо е на холандска служба и през 1791 г. на служба на Кралството на двете Сицилии. Там става генерал-лейтенант, главен дворцов маршал, губернатор на Казерта и инспектор на граничните крепости. След това той е генерал-капитан.
През 1810 г. Лудвиг наследява баща си като ландграф на Хесен-Филипстал. Той придружава кралица Мария Каролина Австрийска през 1814 г. по пътя за Виенския конгрес.
Лудвиг умира в Неапол и е погребан в крепостта Гаета. Последван е като ландграф от брат му Ернст Константин.

## Фамилия
Лудвиг се жени без знанието на родителите му на 21 януари 1791 г. в Сюстерен за графиня Мария Франциска Берге фон Трипс (* 8 август 1771, Хемерсбах; † 3 май 1805, Мюнхен), дъщеря на граф Франц Адолф Анселм фон Берге фон Трипс (1732 – 1799) и втората му съпруга Елеонора Кунигунда, фрайин фон Ратзамсхаузен. Родителите му не признават този брак.
Ландграф Лудвиг и Мария Франциска имат две деца:
- Вилхелм (1798 – 1799)
- Каролина (1793 – 1872), омъжена на 19 декември 1810 г. в Касел (развод 1814) за граф Фердинанд де ла Вил сюр Илон († 1865)